# Ligurer
Ligurerne var et folk fra oldtiden, som regionen Ligurien i det nuværende nordvestlige Italien er opkaldt efter.
I før-romersk tid beboede ligurerne de nuværende italienske regioner Ligurien, Piemonte, det nordlige Toscana, det vestlige Lombardiet, det vestlige Emilia-Romagna og det nordlige Sardinien, samt også Elba og Sicilien. De beboede også den franske region Provence-Alpes-Côte d'Azur og Korsika. Det antages dog generelt, at ligurerne omkring 2000 f.Kr. beboede et meget større område, der strakte sig så langt som til det, der i dag er Catalonien (i det nordøstlige hjørne af den Iberiske Halvø).
Oprindelsen til ligurerne er uklar, og en autokton oprindelse er i stigende grad sandsynlig. Det stærk begrænset, der i dag vides om det liguriske sprog, er baseret på stednavne og indskrifter på steler, der repræsenterer krigere. Manglen på viden tillader ikke en sikker sproglig klassificering; det kan være præ-indoeuropæisk eller et indoeuropæisk sprog.
På grund af den stærke keltiske indflydelse på deres sprog og kultur, var de også kendt i antikken som kelto-ligurere.

## Navn
Ligurerne omtales som Ligyes (Λιγυες) af grækerne og Ligures (tidligere Liguses) af romerne. I henhold til Plutarch kaldte ligurerne sig for Ambrones, hvilket kunne indikere et relation til Ambrones i Nordeuropa.